# نیروی هوایی چک
نیروی هوایی چک (چکی: Vzdušné síly) نیروی هوایی زیرمجموعه نیروهای مسلح چک، با محوریت ارتش جمهوری چک می‌باشد، که فعالیت خود را از سال ۱۹۹۳ آغاز کرد.